# Stanisław Ostroróg (Woiwode)

Herb Nałęcz, Wappen von Stanisław Ostroróg

Stanisław Ostroróg, Herb Nałęcz (* 1400; † 1477), war ein polnischer Woiwode von Posen, Kastellan von Gniezno und Międzyrzecz (1445–1449), Posener Kämmerer (1438), Truchsess von Kalisz (1432), Starost von Brześć Kujawski (1432) und Generalstarost von Großpolen. 

## Leben und Bedeutung
Sein Vater war im Amt des Woiwoden von Posen sowie des Generalstarosten von Großpolen Sędziwój Ostroróg, seine Mutter Barbara z Wojnowice. Damit war er Teil des sehr wohlhabenden Ostrorógschen Adelsgeschlechts. Er hatte drei Geschwister: Jan Ostroróg h. Nałęcz, Sędka Borzysławska, Dobrogost Ostroróg h. Nałęcz.
Seine Kinder waren:
- Jan Ostroróg (1436–1501), Nachfolger als Woiwode von Posen
- Anna (Adma) Pawłowska, geb. Ostroróg